# Número de Zeldovich
El número de Zeldovich es un número adimensional que proporciona una medida cuantitativa de la energía de activación de una reacción química que aparece en el exponente de la Ecuación de Arrhenius, 

## Etimología
El número de Zeldovich es llamado así por el científico ruso Yakov Borisovich Zeldovich, que junto con David A. Frank-Kamenetskii, lo introdujo por primera vez en su artículo en 1938. En la reunión de 1983 de la ICDERS en Poitiers, se decidió dar el nombre de Zeldovich.

## Simbología
| Símbolo                 | Nombre                                             | Unidad      |
| ----------------------- | -------------------------------------------------- | ----------- |
| {\displaystyle \beta }  | Número de Zeldovich                                |             |
| {\displaystyle \alpha } | Parámetro de liberación de calor                   |             |
| {\displaystyle E_{a}}   | Energía de activación de la reacción               | J / mol     |
| {\displaystyle R}       | Constante de gas universal                         | J / (K mol) |
| {\displaystyle T_{b}}   | Temperatura del gas quemado (Ing. Burnt)           | K           |
| {\displaystyle T_{u}}   | Temperatura de la mezcla no quemada (Ing. Unburnt) | K           |

## Descripción
Viene definido por la fórmula:
{\displaystyle \beta ={\frac {E_{a}}{R\ T_{b}}}{\Bigl (}{\frac {T_{b}-T_{u}}{T_{b}}}{\Bigr )}}
|              | 1                                                                                              | 2                                                                           |
| ------------ | ---------------------------------------------------------------------------------------------- | --------------------------------------------------------------------------- |
| Ecuaciones   | {\displaystyle \beta ={\frac {E_{a}}{R\ T_{b}}}{\Bigl (}{\frac {T_{b}-T_{u}}{T_{b}}}{\Bigr )}} | {\displaystyle \alpha ={\Bigl (}{\frac {T_{b}-T_{u}}{T_{b}}}{\Bigr )}}      |
| Sustituyendo | {\displaystyle \beta ={\Bigl (}{\frac {E_{a}}{R\ T_{b}}}{\Bigr )}\ \alpha }                    | {\displaystyle \beta ={\Bigl (}{\frac {E_{a}}{R\ T_{b}}}{\Bigr )}\ \alpha } |

{\displaystyle \beta ={\Bigl (}{\frac {E_{a}}{R\ T_{b}}}{\Bigr )}\ \alpha }
Para los fenómenos de combustión típicos , el valor para el número de Zeldovich se encuentra en el rango {\displaystyle \beta \approx 8-20}. La energía de activación  asintótica utiliza este número como el mejor parámetro de expansión.